# Passaporte interno russo
O passaporte interno russo (oficialmente em russo: Паспорт гражданина Российской Федерации, romanizado: Pasport grajdanina Rossiyskoy Federatsii, "Passaporte (para) Cidadãos da Federação Russa", normalmente referido como внутренний паспорт vnutrenniy pasport, "passaporte interno", ou общегражданский паспорт obshchegrajdanskiy pasport,
"passaporte geral") é um documento de identidade obrigatório para todos os cidadãos russos residentes na Rússia, com 14 anos ou mais. O passaporte interno russo é um passaporte interno usado para fins de viagem e identificação dentro do vasto território da Federação Russa, que é diferente do passaporte russo internacional, usado por cidadãos russos para entrar e sair das fronteiras do país.
Após a dissolução da União Soviética em 1991, o passaporte interno da União Soviética continuou a ser emitido até 1997, quando um novo decreto regulamentar foi adotado pelo governo, substituindo-o pelo passaporte interno russo. Os atuais passaportes internos russos foram emitidos pela primeira vez em 2007.
O governo russo planeja substituir o passaporte Interno por um cartão biométrico do tamanho de um cartão de crédito. O Cartão Eletrônico Universal, emitido entre 2013 e 2016, foi planejado para substituir o passaporte interno russo como o único documento de identidade nacional para os cidadãos russos, mas foi descartado no início de 2017.